# Arise, O Compatriots
Arise, O Compatriots wurde 1978 zur offiziellen Nationalhymne von Nigeria und ersetzte die Nationalhymne Nigeria We Hail Thee aus dem Jahre 1960. Am 29. Mai 2024 unterzeichnet Präsindet Bola Tinubu ein Gesetz, das erneut Nigeria We Hail Thee zur Nationalhymne Nigerias erhob.
Der Text wurde 1976 aus den fünf besten Einsendungen zu einem allgemeinen Wettbewerb für eine neue Nationalhymne zusammengestellt. Die Autoren der Texte waren John A. Ilechukwu, Eme Etim Akpan, Babatunde Ogunnaike, Sota Omoigui und P. O. Aderibigbe. Die Musik stammt von Benedict Elide Odiase, dem ehemaligen Leiter der nigerianischen Polizeimusikgruppe.

## Text
Englischer Originaltext

Arise, O Compatriots, Nigeria’s call obey

To serve our fatherland

With love and strength and faith

The labour of our heroes past

Shall never be in vain

To serve with heart and might

One nation bound in freedom, peace and unity.

Oh God of creation, direct our noble cause

Guide our leaders right

Help our youth the truth to know

In love and honesty to grow

And living just and true

Great lofty heights attain

To build a nation where peace and justice shall reign.
Deutsche Übersetzung

Erhebt euch, Landsleute, folgt Nigerias Ruf

Unserem Vaterland zu dienen

Mit Liebe, Stärke und Zuversicht

Die Mühe unserer vergangenen Helden

Soll niemals vergeblich sein

Zu dienen mit Herz und Kraft

Einer Nation, vereinigt in Freiheit, Frieden und Einigkeit.

Oh Schöpfer Gott, leite unser erhabenes Anliegen

Lenke unsere Führer richtig

Hilf unserer Jugend die Wahrheit zu erkennen

In Liebe und Ehrlichkeit heranzuwachsen

Und gerecht und treu zu leben

Große erhabene Höhen erlangen

Um eine Nation zu errichten, in der Frieden und Gerechtigkeit regieren.